# Pieris deota
Pieris deota (de Nicéville, 1884), è un lepidottero appartenente alla famiglia Pieridae.

## Descrizione

### Adulto
Allo stato attuale non si dispone di molte informazioni sulla posizione sistematica e sulla biologia di questa specie. Il dimorfismo sessuale è abbastanza marcato.
La colorazione dominante è bianca o bianco-brunastra, con macchie scure, talvolta tendenti al nero.
I maschi presentano macchie nere meno marcate rispetto alle femmine, sia sull'ala anteriore, sia su quella posteriore. Si possono notare macchie discoidali sulla pagina inferiore dell'ala anteriore, mentre sono molto meno evidenti, o del tutto assenti, su quella posteriore. L'ala anteriore presenta il margine distale bordato di scuro, più marcatamente sulla pagina superiore.
Nelle femmine, la marginatura scura delle ali è più larga e di colorazione più netta, anche nella pagina superiore dell'ala posteriore. Sono presenti macchie discoidali scure anche sulla pagina superiore dell'ala posteriore.

### Uova
Le uova sono scanalate.

### Larva
Le larve, pelose e di forma cilindrica, sono bianco-grigiastre con marcate striature nere che corrono per tutta la lunghezza del corpo. Si rinvengono a gruppi sullo stelo e sulle foglie delle piante ospiti.

### Pupa
La pupa è succinta e presenta una colorazione verde o verde-brunastra. Si può riscontrare anche sul terreno, adesa a substrati pietrosi.

## Distribuzione e habitat
L'areale di questa specie è ristretto ad una piccola parte dell'Asia centrale, comprendente le regioni del Ladakh e del Karakorum nell'India settentrionale, del Kuenlun nella Cina occidentale, e del Pamir orientale in Tagikistan.
La specie si può rinvenire esclusivamente in radure montane e pascoli di alta quota, tra i 4000 e i 5000 metri.

## Biologia

### Periodo di volo
Gli adulti volano tra luglio e agosto.

## Tassonomia
Non vengono distinte attualmente altre sottospecie rispetto a quella tipica, Pieris deota deota (Nicéville, [1884]).